# スプリング・ジャパン
スプリング・ジャパン株式会社（英: Spring Japan Co., Ltd.）は、中国の大手格安航空会社（LCC）春秋航空との共同出資により2012年に設立された日本航空（JAL）グループの格安航空会社である。2021年より日本航空の連結子会社であり、JALグループにおける「中国特化型LCC」の役割を担うほか、日本国内線も運行する。
旧社名は春秋航空日本株式会社（しゅんじゅうこうくうにほん）であったが、JALグループ入り後の2021年11月1日に現行社名に変更された。

## 概要
中国の格安航空会社春秋航空などが出資し、2012年9月7日に設立された。設立時の資本金は15億円で、航空運送事業許可の取得後に、60億円まで増資した。なお、航空法の外資規制があるため、春秋航空による出資は33%までにとどめられている。設立当初の出資者には、スカイスターファイナンシャルマネジメント等の投資ファンドに混じってパチスロ機製造・航空機リースを手がける山佐が含まれていた。
設立母体の春秋航空とは若干サービスを異なるものとして日本にあわせており、2017年にはオリコンが実施する日本顧客満足度調査のLCC国内線部門において価格、快適性、客室乗務員の対応など、全体的に高い評価を獲得し2年連続の首位となっている。
2017年上半期、日本の航空会社では欠航率が最も高くなっていたが、のちに2020年度は運航率首位（最もよい欠航率）に輝いた。2017年5月から10月にかけて、安全上の理由から運航乗務員の2割にあたる、10人を乗務停止としていた
2017年12月より、航空機整備の一部業務をJALエンジニアリングに委託することとなった。
2020年度末には債務超過にあることが明らかとなり、2021年6月に日本航空（JAL）が春秋航空以外の出資者から過半数超の株式を追加取得し、連結子会社化された。日本航空との経営統合により「日中の懸け橋となるべく春秋グループ・JALグループ双方の強みを最大限に生かした格安航空会社」を目指すとしている。
2022年よりJALマイレージバンクの提携先となり、JALマイルをスプリング・ジャパンのフライトクーポンと交換可能になった。また、2022年7月1日～10月31日にはスプリング・ジャパン搭乗によりJALマイルを獲得できるキャンペーンが実施された。
なお、2022年現在も予約サイトは中国春秋航空と共通のものを使用している。
2024年8月1日からは、成田=北京、成田=上海(浦東)線において、日本航空とのコードシェア便も実施している。ただし、予約システムの都合から、JAL便としての予約は、上海春秋国際旅行社からの予約に限られる。

## 沿革
- 2011年：中国の格安航空会社春秋航空は、中国の航空会社として初めて、日本における子会社設立の計画があることを発表した[24]。日本の航空法では外資規制があるため、春秋航空は日本における事業パートナーを見つけ、自社を少数株主としておく必要があった[25]。

- 2012年（平成24年）：9月7日、春秋航空日本株式会社として設立。設立時の資本金は15億円[9]。設立当初の出資者には、スカイスターファイナンシャルマネジメント等の投資ファンドや山佐が含まれていた[26]。
- 2013年（平成25年）
  - 5月：アイルランドに本拠を置く航空機リース会社AWASアビエーション・キャピタルが春秋航空日本の初号機となるボーイング737-800（機体記号:JA01GR）を受領[27]。なお、初号機は受領後も2013年7月中旬までアメリカ合衆国・アリゾナ州のピナル飛行場（英語版）で保管されていたが[28]、7月21日に日本へフェリーされた。
  - 8月2日：東京/成田 - 高松間でテストフライトを実施[29]。
  - 12月17日：国土交通省から航空運送事業許可を取得[30][31]。
  - 12月26日：機体と乗務員の制服を報道公開[32]。制服はデザイン専門学校の学生から募集し、優秀作品となったものを基にして制作した[33]。記者会見では株主の構成も明らかにした[34]。
- 2014年（平成26年）
  - 3月25日：同年5月末からと発表していた東京/成田 - 広島線・高松線・佐賀線を同年6月27日から就航すると正式発表[35][36]。また、JTBが出資すること、運賃についても合わせて発表された[37][38]。
  - 4月8日：航空券の予約・販売を開始。
  - 5月20日：混雑空港（東京/成田）への乗入れを国土交通省航空局が許可[39]。
  - 8月1日：東京/成田 - 広島線・高松線・佐賀線をそれぞれ就航開始[40][41][42][43][44]。
  - 10月26日：冬ダイヤ開始[45]。機材繰りと、空港の受け入れ態勢が整っていないために、佐賀便を1日1便に減便する。
- 2015年（平成27年）
  - 4月8日：成田国際空港の第3ターミナルが開業したことに伴い、第2ターミナルから移転。
  - 10月25日：冬ダイヤの開始に伴い、東京/成田 - 高松線（週4往復）を運休。[46]
  - 12月22日：ビックカメラ等が出資する投資事業組合に対する増資の実施を発表[47]。
- 2016年（平成28年）
  - 2月13日：東京/成田 - 武漢路線に就航[48][49]。
  - 2月14日：東京/成田 - 重慶路線に就航。
  - 8月20日：東京/成田 - 札幌/新千歳路線に就航[50]。
  - 9月28日：東京/成田 - 大阪/関西路線に就航[51]。
- 2017年（平成29年）
  - 1月28日：東京/成田 - 天津路線に就航[52]。
  - 1月29日：東京/成田 - ハルビン路線に就航[52]。
- 2018年（平成30年）
  - 3月30日 : 樫原利幸が社長に就任[53]。
- 2019年（令和元年/平成31年）
  - 4月10日 : 新ブランド名「SPRING」を発表[54]。
  - 12月12日 : 東京/成田 - 上海浦東路線に就航[55]
- 2020年（令和2年）
  - 2月 : COVID-19流行による中国民用航空局防疫対応により日中国際路線順次運休（ハルビン線のみ隔日運航維持）、国内線も基本平日運休、週末土日運航へ移行。
  - 10月5日 : 中国民用航空局の防疫（「1航空会社、1国、1路線、1週、1便」（5つの1（ファイブワン））措置により運航実績のある東京/成田 - 天津線の再開が認められ週一（月曜）運航再開。
- 2021年（令和3年）
  - 1月22日 : 東京/成田 - 南京路線に週一（金曜）就航。
  - 6月9日 : 代表取締役社長に米澤章（前・日本航空中国地区総代表）が就任[56]。
  - 6月 : 日本航空（JAL）が過半数超の株式を追加取得し、JALグループ入りする[18][19]。
  - 7月1日 : 国内線の全日運航を再開。
  - 11月1日 : 商号をスプリング・ジャパン株式会社に変更。
- 2022年（令和4年）
  - 4月1日 : 東京/成田 - 仙台路線に就航（地震の影響による東北新幹線不通の為の臨時便）
  - 11月22日 : 日本航空、ヤマトホールディングスによる貨物専用機の運航受託が明らかとなる[57]。
- 2023年（令和5年）
  - 4月21日 : 東京/成田 - 佐賀路線の7月以降運休を発表[58][59]。
  - 6月24日 : 東京/成田 - 佐賀線（土曜のみ週1往復）を運休[60]。
- 2024年
  - 4月11日 : ヤマトホールディングスによる国内定期貨物便の受託運行を開始[61]
  - 8月1日 : 東京/成田 - 北京線、東京/成田 - 上海浦東線において、日本航空とのコードシェア便を開始。

## 保有機材
| 機材              | 運用機数 | 発注機数 | 座席数 | 座席数 | エンジン            | 内際運用 | 備考 |
| 機材              | 運用機数 | 発注機数 | Y      | 合計   | エンジン            | 内際運用 | 備考 |
| ----------------- | -------- | -------- | ------ | ------ | ------------------- | -------- | ---- |
| ボーイング737-800 | 6        | -        | 189    | 189    | CFMI CFM56-7B26/7BE | 併用     |      |
| 合計              | 6        | -        |        |        |                     |          |      |

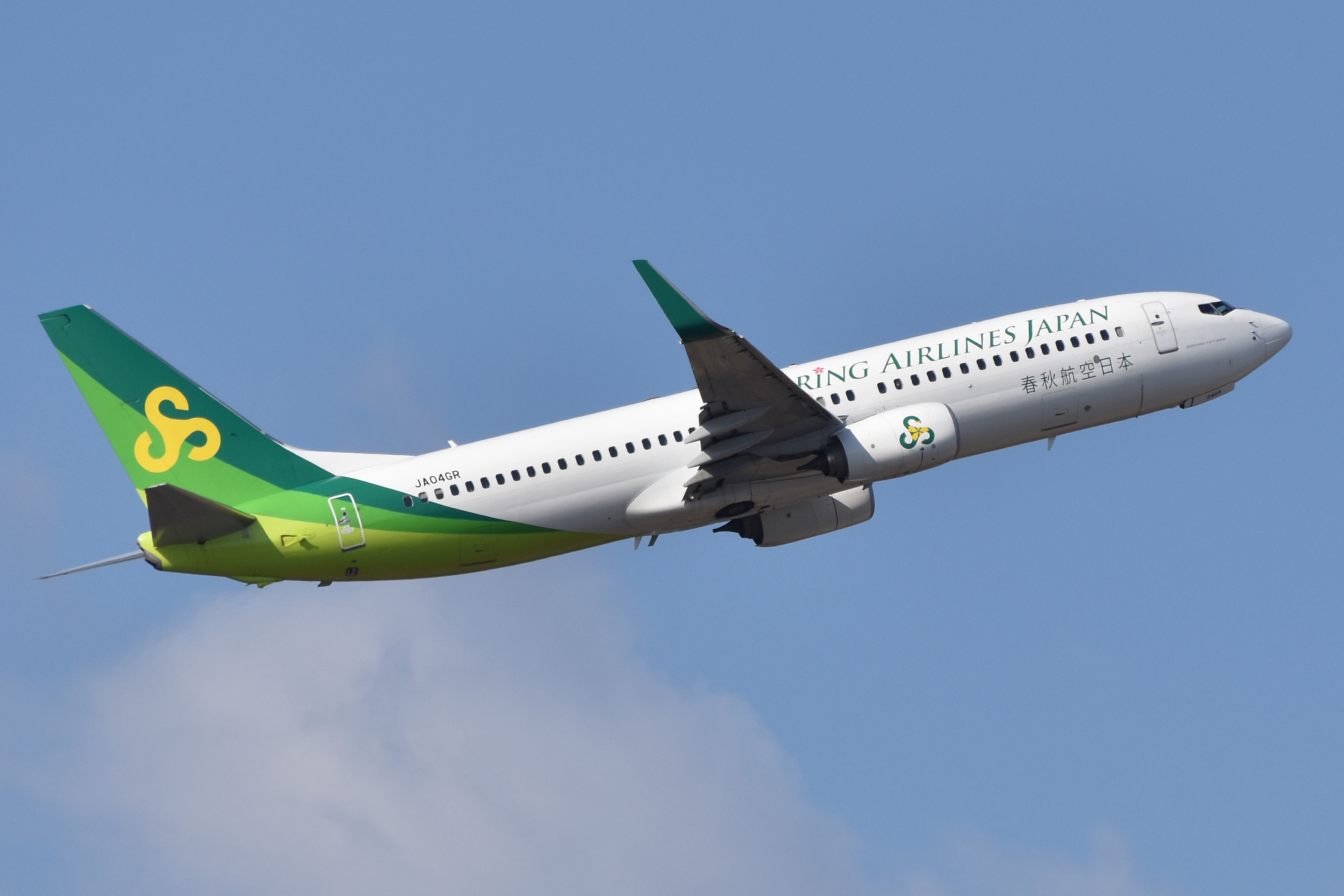
ボーイング737-800（JA04GR）
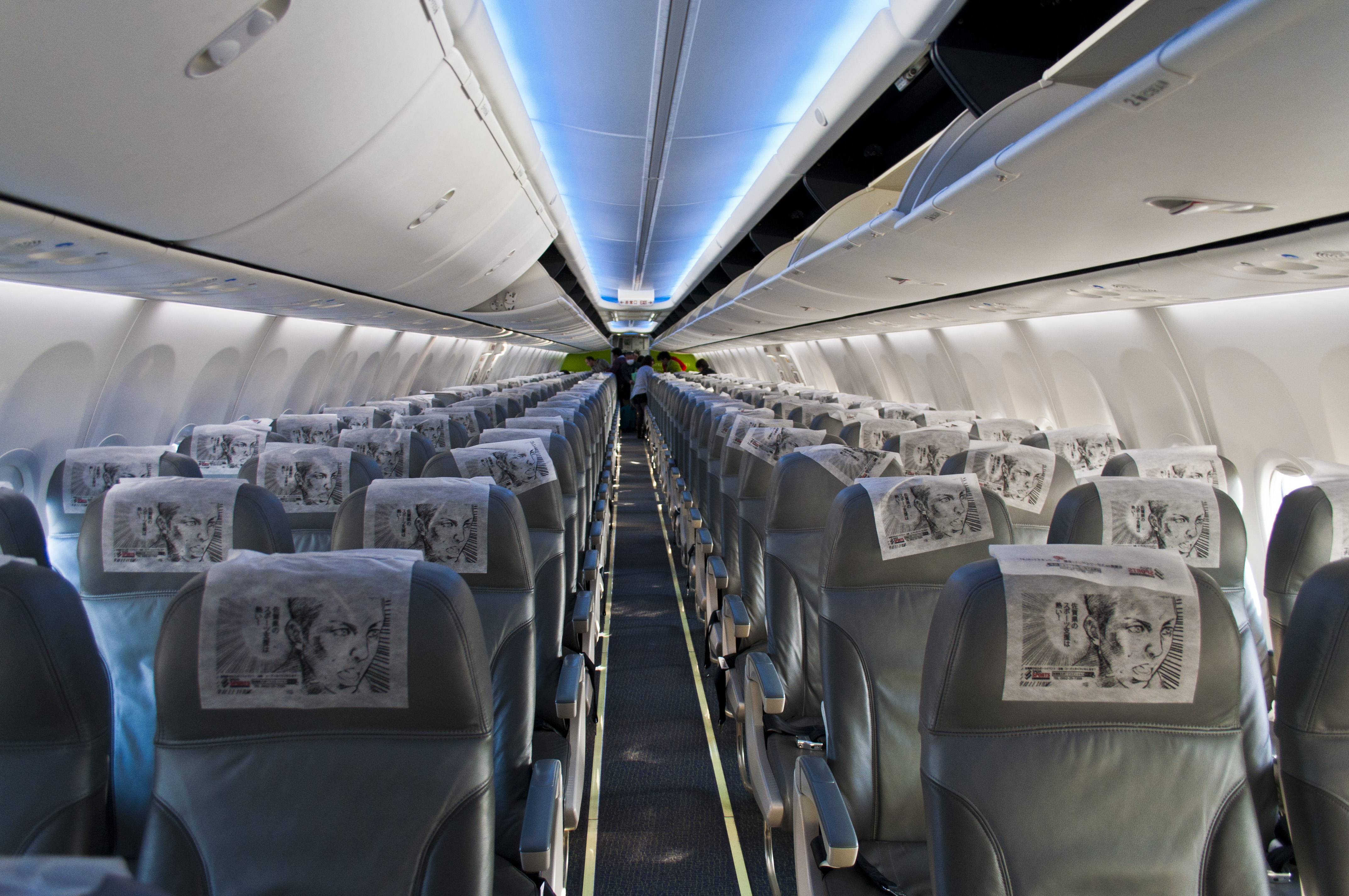
ボーイング737-800 機内（JA01GR）

- ボーイング737-800【6機】[注釈 1]
  - 日本国内のLCCでは唯一ボーイング737を採用している[64]。なお中国大陸の春秋航空はエアバスA320シリーズを採用しており、中国法人と日本法人では使用機材が異なっている。日本ではボーイング機を使用する航空会社が多く、人材確保の効率化を目的として737-800を採用している。
  - 座席数は189席[30]。全席エコノミークラスだが、一部座席には特別な運賃仕様が設けられている[65][66][注釈 2]。
  - 機体のロゴに関しては、会社資本比率の変更に伴って6機の間で若干の違いがある。1号機・6号機は「SPRING」表記、2号機・3号機・5号機は「SPRING JAPAN」表記、4号機のみ「春秋航空日本」と「SPRING AIRLINES JAPAN」の併記となっている。塗装統一は重整備などと合わせて予定されている。[要出典]
  - 就航当初の予定では2014年に3機、2015年から2017年の間毎年5機ペースでリース機として順次導入予定[67]としていたが、実際には4 - 6号機の受領が2017年以降にずれこんだ[68]。
  - ボーイング737-800旅客型新規製造終了により今後、親会社JALから移籍を含め年1機ペースで中古増機を検討し、2022年以降3年程度で計9機までの増機を見込んでいる[要出典]が、中国特化の路線展開から感染症による当局防疫措置により影響を受ける可能性もある。[独自研究?]
- 後述の項で詳細を記すが、JALグループはヤマトホールディングスから貨物専用機の運航受託を受けており、グループ内での運航担当をスプリング・ジャパンが行っている。エアバスA321ceo (P2F)を2024年3月時点で2機運航しており、今後追加で1機の受領を行い貨物専用機運航は3機体制とする見込みである。ただしスプリング・ジャパンの自社保有機ではないため、本項では機材詳細を割愛する。

各機体の詳細
| 機種              | 機体記号 | 機材受領日     | 備考                                                      |
| ----------------- | -------- | -------------- | --------------------------------------------------------- |
| ボーイング737-800 | JA01GR   | 2013年7月18日  | 初号機、「SPRING」ロゴ塗装                                |
| ボーイング737-800 | JA02GR   | 2013年12月22日 | 「SPRING JAPAN」ロゴ塗装                                  |
| ボーイング737-800 | JA03GR   | 2014年3月20日  | 「SPRING JAPAN」ロゴ塗装                                  |
| ボーイング737-800 | JA04GR   | 2017年1月12日  | 「SPRING AIRLINES JAPAN」、「春秋航空日本」ロゴ併記塗装   |
| ボーイング737-800 | JA05GR   | 2017年6月13日  | 「SPRING JAPAN」ロゴ塗装                                  |
| ボーイング737-800 | JA06GR   | 2017年6月23日  | 「SPRING」ロゴ塗装、引渡後一時米国保管後2018年5月31日来日 |

## 就航路線

### 国内線
2025年3月現在
- 東京/成田 - 札幌/新千歳（1日1~3便）
- 東京/成田 - 広島（週5便）(2025年3月30日より週5便へ便数を削減し運航　繁忙期はダブルデイリー運航が行われることがある)

### 国際線
2024年8月現在
- 東京/成田 - 天津（毎日運航）
- 東京/成田 - ハルビン（毎日運航）
- 東京/成田 - 寧波（毎日運航）
- 東京/成田 - 上海浦東（毎日運航）
- 東京/成田 - 北京/首都（毎日運航）

### 運休路線
- 東京/成田 - 高松（2014年8月1日から2015年10月24日まで運航）
- 東京/成田 - 大阪/関西（2016年9月28日[51]～2017年10月28日運航[75]、2018年8月2､5､9､12日のみ限定運航）
- 東京/成田 - 佐賀（2014年8月1日から2023年6月24日まで運航、運休前は土曜のみ週1便運航[76]）
- 東京/成田 - 広島 (2014年8月1日から2024年12月13日まで運航、運休前は毎日2便運航)

#### COVID-19流行による運休
- 東京/成田 - 重慶（週4便）[77]
- 東京/成田 - 武漢（週3便）[48][49]
- 東京/成田 - 南京（各週金曜運航）

## 運賃種別
2019年1月現在
|                    | ラッキースプリング | スプリング        | スプリングプラス  |
| ------------------ | ------------------ | ----------------- | ----------------- |
| 予約変更・払い戻し | 不可               | 有料              | 無料              |
| 機内持込手荷物     | 最大7kg            | 最大7kg           | 最大7kg           |
| 受託手荷物         | 有料               | 無料 （最大20kg） | 無料 （最大30kg） |

## 国内航空貨物事業

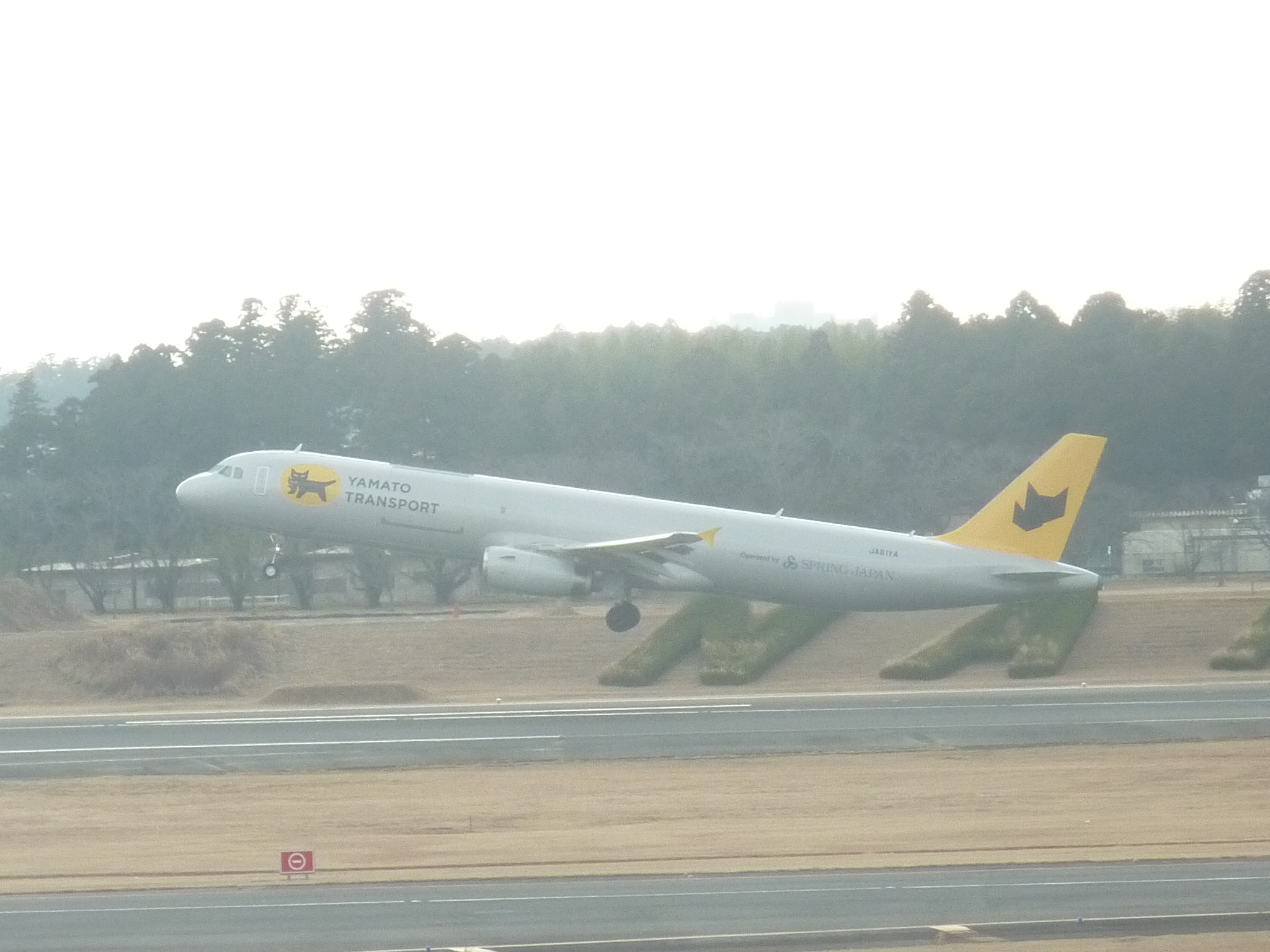
エアバスA321ceo P2F

2022年1月、ヤマトホールディングスと日本航空が協力関係の構築を発表した。2024年4月から改定される自動車運転業務、年間残業時間960時間による長距離トラック代替運送問題（2024年問題）の対策として、ヤマトホールディングスが中古旅客機を改修したエアバスA321ceo P2F（旅客改修貨物）型機を3機導入し、JALグループに運航委託されることがが合意発表された。貨物専用機の運航委託先がスプリング・ジャパンとなる。

### 国内貨物路線
2024年8月1日時点
- 東京/成田 - 札幌/新千歳（1日2往復）
- 東京/成田 - 北九州（1日1往復）
- 東京/成田 → 沖縄/那覇→北九州→東京/成田（三角運航）
- 東京/羽田 - 札幌/新千歳（1日1往復）
- 東京/羽田 - 北九州（1日1往復）

## 事故、トラブル
- 2017年10月22日、IJ701便（成田→佐賀、JA03GR）が熊本空港の東北東約40kmを飛行中、機体が動揺し客室乗務員1名が腰の骨を折る重傷を負った[82]。運輸安全委員会は航空事故と認定し、調査を進めている[83]。
- 2017年11月末に一部報道によって「5月に佐賀空港で主翼揚力発生補助翼（フラップ）の準備ができていないまま離陸しようとした事案、10月に成田/新千歳線の飛行計画書が誤っていたものの気付かずに離陸してしまった事案などがありパイロット再訓練のため最大10名が乗務停止になっていた」事が報道[84]された。
- 2017年11月頃から、運休[85][86]、欠航[87][88]、遅延[89]、時間変更[90]が多発し、12月には運航1か月前の運航便届け出が国土交通省航空局に出されない事案[91]も発生している。2018年になってからも1月13日から運用機材の耐空証明検査に関する機材繰りによる欠航が発生し[92]、1月16日以降は国内線は成田-広島、佐賀のそれぞれ1往復合計2往復便の運航だけ残して減便運航体制となる。2018年7月20日、6月からJALと整備子会社JALエンジニアリングへ航空機の管理を含む包括的な整備業務委託を開始したことで運休時4機運用での体制を保有6機運用の運航体制を構築し、運休路線などの再開に目途がつき、8月から成田-新千歳を再開し、増便、成田-広島を復便、成田-関西は8月に4日間だけ限定運航することを発表[93]。